# Efraín Amézcua
Efraín Amézcua (* 3. August 1907 in León; † 15. September 1970) war ein mexikanischer Fußballspieler.
Der Mittelfeldspieler Amézcua spielte mindestens von 1929 bis 1933 beim CF Atlante in der Primera Fuerza. Er war Mitglied der mexikanischen Fußballnationalmannschaft und nahm mit ihr an der ersten Fußball-Weltmeisterschaft 1930 teil. Dort kam er in den Spielen gegen Frankreich und Chile zum Einsatz, die beide verloren wurden. Ein Tor erzielte er nicht.